# Grande União

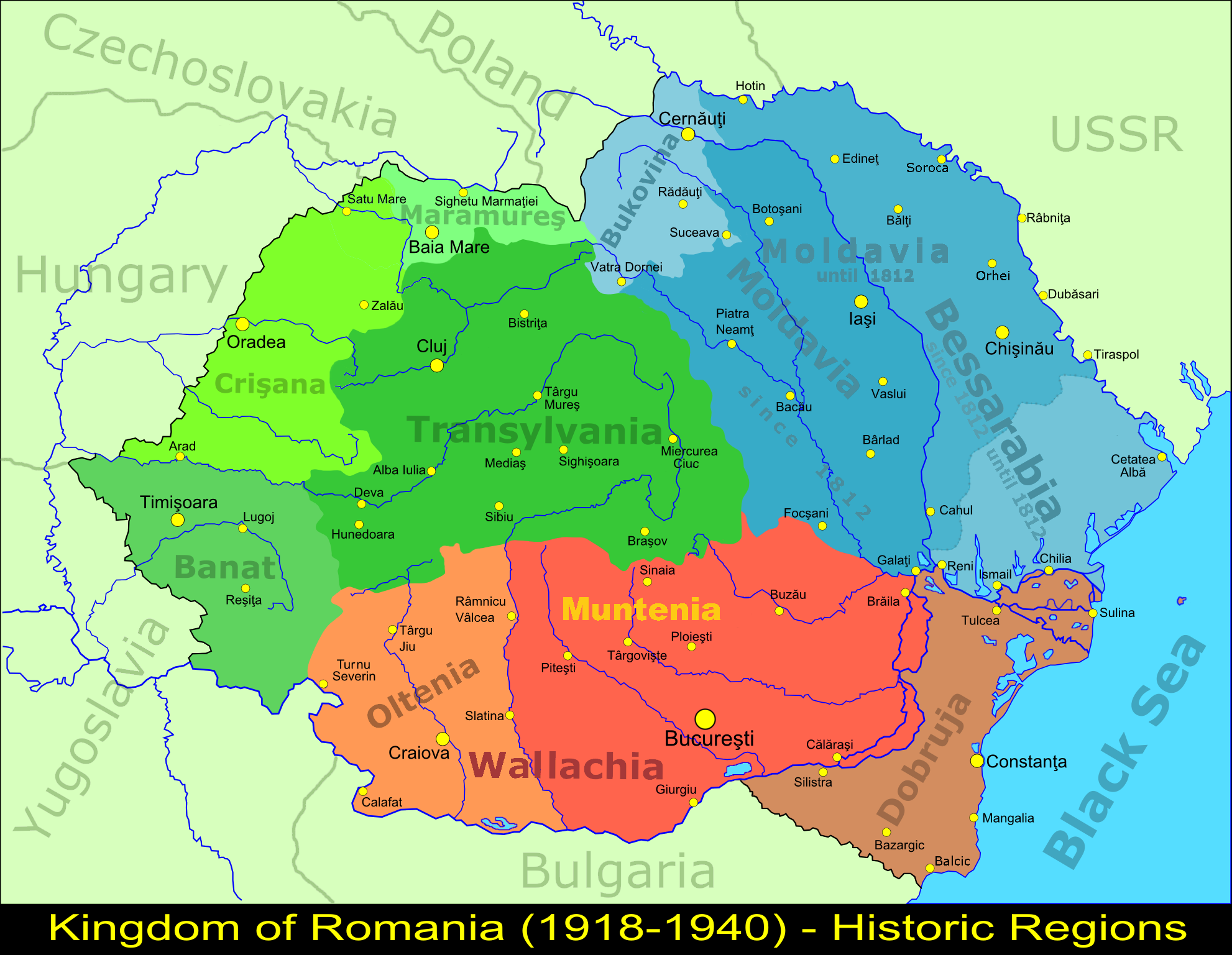
Mapa do Reino da Romênia entre 1918 e 1940 (Grande Romênia) e suas regiões históricas.

Na historiografia romena, a Grande União (em romeno: Marea Unire) ou Grande União de 1918 (Marea Unire din 1918) foi a série de unificações políticas que o Reino da Romênia teve com diversas regiões históricas romenas, começando com a Bessarábia em 27 de março de 1918, continuando com a Bucovina em 28 de novembro de 1918 e finalizando com a Transilvânia (em seu sentido amplo) em 1 de dezembro de 1918 com a declaração da união desta região com a Romênia durante uma assembleia na cidade de Alba Iulia. Os romenos também consideram vários outros eventos como prelúdios da Grande União, como a unificação da Moldávia e da Valáquia (também conhecida como Pequena União, Mica Unire) em 1859 ou a independência do país e a anexação da Dobruja do Norte em 1878, e também a ocupação da Transilvânia e da Moldávia pelo Príncipe da Valáquia, Miguel, o Bravo, em 1600.
Hoje, a Grande União tem um significado importante na Romênia e é comemorada no Dia da Grande União, o dia nacional do país, todo dia 1 de dezembro. O centenário da Grande União, em 1 de dezembro de 2018, foi amplamente celebrado na Romênia, com desfiles militares em cidades como Alba Iulia ou Bucareste, aos quais compareceram muitas pessoas (até 550.000, 100.000 delas somente em Alba Iulia), incluindo o presidente da Romênia, Klaus Iohannis. O centenário também foi comemorado na Moldávia, onde mais de 100 localidades e três distritos declararam unificação com a Romênia.